# Rhaphidophora discolor
Rhaphidophora discolor är en kallaväxtart som beskrevs av Adolf Engler och Kurt Krause. Rhaphidophora discolor ingår i släktet Rhaphidophora och familjen kallaväxter. Inga underarter finns listade.